# 硫色曲霉
硫色曲霉（学名：Aspergillus sulphureus）是属于散囊菌目发菌科曲霉属的一种真菌，可生长在土壤、南瓜子、越冬三化螟、黑尾叶蝉等基物上。该种分布于中国、印度、巴哈马、加纳、以色列、意大利、美国等地。